# Chlamydatus uniformis
Chlamydatus uniformis är en insektsart som först beskrevs av Philip Reese Uhler 1893.  Chlamydatus uniformis ingår i släktet Chlamydatus och familjen ängsskinnbaggar. Inga underarter finns listade i Catalogue of Life.